# Tracfone Wireless
TracFone Wireless o TracFone es una OMV operador de telefonía móvil, propiedad de Verizon desde el año 2020, fue antes subsidiaria de América Móvil
Es el operador móvil virtual, en prepago más grande de Estados Unidos
TracFone Wireless es actualmente el quinto mayor operador de telefonía móvil por número de clientes y el primer y más grande operador móvil virtual en el mercado de los Estados Unidos con 14.427 millones de clientes (Incluyendo los clientes de NET10 y Straight Talk) (A finales de diciembre de 2009).
El Operador Móvil, Verizon compró la operación en el 2020 a América Móvil.

## Historia
Antes conocido como Topp Telecom Inc., Esta era una compañía de telefonía prepagada creada en 1996 y establecida en Miami, Florida, la compañía ha crecido hasta el punto de ser líder del prepago en los Estados Unidos. En febrero de 1999, Topp recibió ingresos adicionales de Teléfonos de México o Telmex NYSE: TMX, La empresa mexicana más grande proveedora de servicios telefónico en Latinoamérica , Telmex pago $57.5 millones por el 55% de la empresa obteniendo así el control de los intereses de la misma.
En 2000, Telmex separó su unidad de telefonía móvil, creando América Móvil , quien sería libre de desarrollarse como empresa independiente convirtiendo a Topp Telecom como la subsidiaria de la nueva empresa mexicana. En noviembre del 2000, Topp Telecom Inc. cambió su nombre al de TracFone Wireless Inc..

World City, una compañía de medios enfocada en el impacto de la globalización en las comunidades locales, realizó la investigación patrocinada por el Beacon Council ha incluido a TracFone Wireless como una de las 45 empresas que forman parte del llamado "Club de los mil millones de dólares del sur de Florida" en la cual ocupa el puesto 31.

El día 14 de septiembre de 2020, Verizon mostró interés en adquirir 100% de las acciones de TracFone Wireless, filial de la empresa mexicana América Móvil, por 6 mil 250 millones de dólares.

## Servicio
TracFone Wireless provee dos clases de servicios. El servicio estándar TracFone y otro servicio bajo otra marca NET10.

### Servicio TracFone
El servicio permite al cliente comprar tiempo para usar en teléfonos seleccionados por Nokia, LG y Motorola comprando un acuerdo de licencia. TracFone vende modelos de teléfonos de tecnología digital. TracFone funciona en donde se utilice tecnología GSM, TDMA, o CDMA. TracFone no posee sus torres para proveer el servicio, pero utiliza las torres de más de 30 operadores móviles, convirtiéndose así en un operador móvil virtual. En los Estados Unidos TracFone opera en los operadores móviles de AT&T, Verizon Wireless, Sprint, y T-Mobile , entre otros (tales como Alltel y US Cellular).
Desde finales del año 2006 y durante el año 2007, TracFone se ha encargado de establecer únicamente dos clases de tecnología para prestar sus servicio en los Estados Unidos usando la tecnología GSM, (La tecnología más usada por América Móvil en sus operaciones con sus subsidiarias), y la tecnología CDMA (una de las tecnologías de mayor cobertura en los Estados Unidos) dejando así que los clientes que aún utilizan la tecnología análoga y la tecnología TDMA las cuales han causado muchos problemas a la compañía como "Roaming at home" llamadas cortadas entre otros muchos otros inconvenientes, TracFone ha señalado a sus clientes por medio de cartas por las cuales ofrecen actualizar los modelos de sus teléfonos a los cuales ya considera "obsoletos", TDMA y la tecnología análoga, las cuales dejaron de funcionar en los Estados Unidos de forma oficial el 18 de febrero de 2008; esto hace que la mayoría de los clientes deban aceptar los teléfonos celulares que TracFone les ofrece, los cuales casi todos se entregan en forma gratuita, para que así puedan continuar utilizando el servicio de la empresa; TracFone asigna la tecnología del teléfono móvil que el cliente debería utilizar de acuerdo al área local donde el cliente piensa usar el teléfono la mayoría de las veces.
Adicionalmente, el cliente requiere agregar tiempo adicional en su teléfono después de haber activado el servicio, para así poder mantener el mismo servicio activo. El momento de añadir tiempo en el teléfono depende de la cantidad de unidades que haya comprado el cliente anteriormente. Si un cliente no agrega tiempo antes de la fecha de expiración que es mostrado en el teléfono móvil, el servicio, el número de teléfono y los minutos existentes serán perdidos (los minutos se pierden después de un período de 60 días después de la desactivación).  Con teléfonos de tecnología GSM, si el cliente pierde el número de teléfono, al cliente se le debe enviar una nueva tarjeta SIM (sin ningún costo, pero el cliente tendrá que esperar entre 3 a 5 días).
Los teléfonos, tarjetas de tiempo al aire y los accesorios se encuentran disponibles en varias tiendas alrededor de los Estados Unidos, y Puerto Rico además TracFone Wireless cuenta con su propio proceso de distribución a través de su página de Internet tanto para el servicio TracFone como el servicio NET10. 
El servicio de TracFone ha disfrutado de popularidad en muchos clientes, debido al programa de Referir a un Amigo, en el cual clientes existentes de la compañía pueden referir a sus amigos para que usen el servicio de TracFone y así disfrutar de minutos gratis y otros beneficios. Además TracFone ha atraído algunos clientes por comparación de precios, tanto como su estructura de su servicio prepagado.

### Servicio NET10
NET10 Wireless o simplemente NET10, es un operador móvil virtual de servicio prepagado que ofrece su servicio utilizando tecnología GSM en los Estados Unidos. NET10 utiliza las torres de AT&T, T-Mobile y otros operadores celulares con tecnología GSM. El servicio permite a los clientes comprar unidades de tiempo para usar en su teléfono celular a una tarifa de 10 centavos por minuto (de allí deriva el 10 del nombre de la empresa). Los minutos se vencen más rápido que el servicio prepagado normal, lo que hace que el usuario tenga que comprar tarjetas de tiempo adicionales, lo cual explica la razón que el precio por minuto sea más bajo que el servicio prestado por TracFone. Este servicio lo provee la compañía TracFone Wireless, la cual es una subsidiaria de América Móvil. Esta compañía hace la aclaración que aunque TracFone y NET10 son compañías hermanas, los teléfonos y las tarjetas que estas venden no son compatibles entre sí, lo cual a veces lleva a confundir al cliente sobre cuál de los dos servicios el cliente está usando, y por consiguiente, a comprar servicios que no son apropiados para el teléfono.

## Competidores de TracFone Wireless
Servicio Prepagado 
- AT&T GoPhone - Servicio dado por AT&T Wireless (Antes conocido como Cingular Wireless)
- Alltel U Personalized Prepaid - Servicio dado por Alltel
- T-Mobile To Go - Servicio dado por T-Mobile
- INpulse - Servicio dado por Verizon Wireless
- Virgin Mobile USA